# Speocropia aenyra
Speocropia aenyra là một loài bướm đêm trong họ Noctuidae.